# Битва при Олтенітце
Битва при Олтенітці відбулася 4 листопада 1853 року між російською армією і османськими силами під командуванням Омера-паши.
Бій закінчився перемогою османської армії. Російські війська відступили в повному порядку за наказом П. Даненбурга. Османські війська покинули лівий берег Дунаю, знищивши свої укріплення та повернулися до свої стартових позицій.

## Кількість війська

### Турецькі
У ніч на 20 жовтня (1 листопада) 1853 турецька армія потай почали переправлятися на острів поблизу гирла р. Арджеш, а звідти до 5 години пополудні 21 жовтня (2 листопада) на лівий берег Дунаю поступово переправилися і зайняли Ольтеніцький кам'яний карантин від 8 до 10 тисяч вояків (в офіційному звіті Омер-паші — 3 роти піхоти, 2 роти стрільців і 150 кавалерії при 6 гарматах). Перед ним, пригнані турками болгари, спорудили ретраншемент, на якому були розташовані 20 гармат (9 попереду, 7 зліва, і 4 праворуч). На пологому схилі правого берега завширшки 212 сажень були розташовані 6 гармат великого калібру, з яких через річку прострілювався значний простір перед карантином. Біля пристані на лівому березі нижче карантину також розташувалися 5 суден, озброєних гарматами, з яких настильно прострілювалася місцевість між карантином і Ново-Олтеніцею. Крім цього одна батарея була розташована на острові, з якого прострілювалася ця ж місцевість з флангу.
Омер-паша з іноземними військовими радниками і спостерігачами залишався в Тутракані.

### Російські
22 жовтня (3 листопада) 2 ескадрони уланів і 3 сотні козаків при 2 кінних гарматах під керівництвом Генштабу полковника Ернрота провели посилену рекогносцювання турецьких позицій. Останній доповів Горчакову, що турецькі позиції карантину слабо укріплені і зайняті слабкими силами, запевнивши, що двох батальйонів досить щоб вибити ворога не тільки з карантину, а й з острова.
23 жовтня (4 листопада) російський загін після збору у Старій Олтеніці загальною чисельністю 6 тисяч осіб при 26 гарматах пройшов це селище і пошикувався в бойовий порядок. Він складався з Селенгінського (4 батальйону) і Якутського (4 батальйону) піхотних полків, роти 5-го саперного батальйону, 6 ескадронів Ольвіопольського уланського полку і 3 сотень Донського козачого № 34 полку. При загоні були 12 гармат батарей № 3 і 12 гармат легкої № 5 батарей 11-ї артилерійської бригади, а також 2 гармати донської № 9 батареї (в своєму звіті Омер-паша писав, що кілька османських батальйонів боролися проти 20 піхотних батальйонів і 4 кавалерійських російських полків).
Правий фланг, який розвернувся на лівому березі Арджеша на висоті с. Ново-Олтеніца під керівництвом генерал-майора А. Р. Охтерлоне, склали 1-й і 2-й батальйони Селенгінського піхотного полку при 4 гарматах легкої № 5 батареї. Перед ними була розтягнений ланцюг штуцерних стрільців. Лівий фланг розвернувся праворуч від дороги з Ново-Олтеніци на карантин. До нього увійшли — батарейна № 3 батарея (12 гармат), а ліворуч від неї уступами в колонах — 3-й і 4-й батальйони Селенгінського полку. Піхота перебувала в розпорядженні генерал-лейтенанта П. Я. Павлова, а артилерія — генерал-майора В. Х. Сікстеля. Резерв, до якого увійшли всі 4 батальйони Якутського піхотного полку при 8 гарматах легкої № 5 батареї і рота 5-го саперного батальйону, був розташований за лівим крилом за Ново-Олтеніцею. 6 ескадронів Ольвіопольського уланського полку під керівництвом полковника М. Ф. Козлянінова при 2 кінних гарматах донської № 9 батареї розташувалися зліва від того ж селища, а 3 сотні Донського козачого № 34 полку під керівництвом полковника Власова зосереджувалися на флангах бойового порядку.
Корпусних командир генерал від інфантерії П. А. Данненберг з саперної ротою і жандармської командою перебував в Ново-Олтеніці.